# Soye
Soye település Franciaországban, Doubs megyében. Lakosainak száma 364 fő (2022. január 1.). Soye Bournois, Accolans, Fontaine-lès-Clerval, Gondenans-Montby, Mancenans és Pompierre-sur-Doubs községekkel határos.

## Népesség
A település népessége az elmúlt években az alábbi módon változott:
| Lakosok száma | 230  | 238  | 247  | 284  | 386  | 385  | 390  | 399  | 387  | 364  |
|               | 1968 | 1982 | 1990 | 2006 | 2013 | 2015 | 2017 | 2019 | 2020 | 2022 |